# Fraternidade das Igrejas Presbiterianas e Reformadas em Myanmar
A Fraternidade das Igrejas Presbiteriana e Reformadas em Myanmar - FIPRM - (em inglês Reformed and Presbyterian Churches Fellowship in Myanmar) é uma organização ecumênica nacional, que reúne igrejas presbiterianas e reformadas continentais, constituída no Myanmar.

## História
Em 2005, um grupo de 10 denominações presbiterianas e reformadas continentais criou a Fraternidade das Igrejas Presbiteriana e Reformadas em Myanmar (FIPRM).
Em 2008, a Fraternidade solicitou a adesão a Conferência Internacional das Igrejas Reformadas. Todavia, seu pedido de adesão não foi aceito.
Além disso, a organização estabeleceu contato com as Igrejas Reformadas Liberadas.
Até 2013, a organização tornou-se membro da Fraternidade Reformada Mundial, bem como a maior parte de suas igrejas membros.

## Membros
Em 2008, eram membros da Fraternidade:
| Sub-família denominacional | Denominação                                        | Comunhão   | Número de congregações | Número de membros | Ano       |
| -------------------------- | -------------------------------------------------- | ---------- | ---------------------- | ----------------- | --------- |
| Presbiterianos             | Igreja Presbiteriana Reformada em Myanmar          | CMIR e FRM | 35                     | 2.500             | 2021      |
| Presbiterianos             | Igreja Evangélica Presbiteriana em Myanmar         | CMIR       | 33                     | 5.000             | 2004      |
| Presbiterianos             | Igreja Presbiteriana Bíblica de Myanmar            | -          | -                      | -                 | -         |
| Presbiterianos             | Igreja Presbiteriana Reformada do Pacto de Myanmar | -          | -                      | -                 | -         |
| Reformados continentais    | Igreja Cristã Reformada de Myanmar                 | CMIR e FRM | 50                     | 5.000             | 2004      |
| Reformados continentais    | Igreja Evangélica Reformada de Myanmar             | FRM        | 40                     | 7.000             | 2010      |
| Reformados continentais    | Igreja Reformada Unida em Myanmar                  | -          | 25                     | 2.000             | 2005      |
| Reformados continentais    | Comunidade de Igrejas Reformadas em Myanmar        | FRM        | -                      | -                 | -         |
| Reformados continentais    | Igrejas Reformadas de Myanmar                      | FRM        | -                      | -                 | -         |
| Presbiterianos             | Igrejas Batistas Reformadas em Myanmar             | -          | -                      | -                 | -         |
| Total                      | Total                                              | Total      | 187                    | 21.500            | 2004-2024 |